# مارتسلینگ
مارتسلینگ (به آلمانی: Marzling) یک شهر در آلمان است که در بایرن واقع شده‌است.

## خصوصیات
مارتسلینگ ۲۰٫۵۰ کیلومترمربع مساحت دارد ۴۴۳ متر بالاتر از سطح دریا واقع شده‌است.